# 1913
Cette page concerne l'année 1913 (MCMXIII en chiffres romains) du calendrier grégorien.
L'année 1913 est une année commune qui commence un mercredi.

## En bref
- 23 janvier : coup d’État à Constantinople.
- 9 - 18 février : décade tragique au Mexique.
- 30 mai : le traité de Londres Première Guerre balkanique.
- 8 juin :  mort d'Emily Davison.
- 19 juin : première loi d’apartheid.
- 29 juin-10 août : deuxième guerre balkanique.
- 28 octobre : incident de Saverne.

## Événements

### Afrique
- 25 janvier : création du Conseil Supérieur de l’Enseignement primaire en AOF[1].

- Février : inauguration d’un patronage à Brazzaville (AEF) par les pères du Saint-Esprit[2]. Un Club des Jeunes est créé, avec pour mission de diffuser la pratique du football.

- 6 mars : la Liga Angolana, association de fonctionnaires noirs assimilés et métis angolais fondée à Luanda en 1912, est reconnue par le gouverneurs de l’Angola Norton de Matos[3].

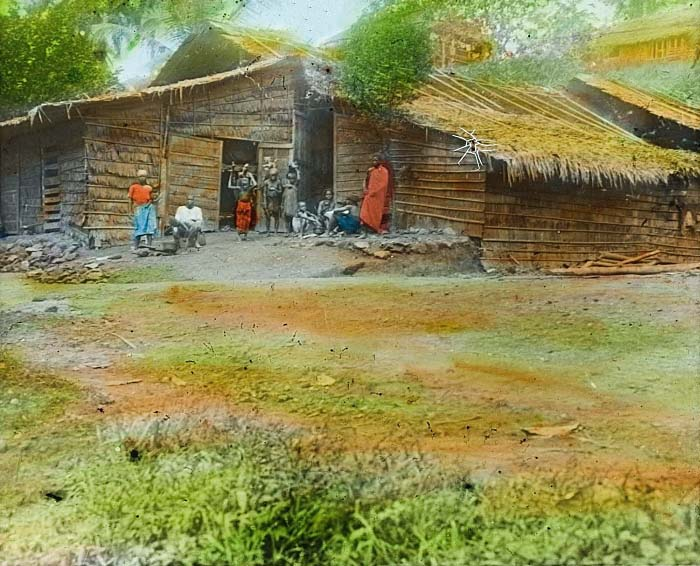
Les huttes du premier hôpital Albert-Schweitzer à Lambaréné.

- 16 avril : le docteur Albert Schweitzer arrive à Lambaréné au Gabon, où il installe son hôpital[4].

- 16 mai, Libye : les forces italiennes sont battues par Ahmed Sharif es Senussi à Yawm al-Djuma, au sud de Darna, après l’évacuation des troupes turques ; Ahmed Sharif proclame un gouvernement Senousi. Début de la résistance des Senousis du Sahara contre les Italiens en Libye (fin en 1931)[5].
- 18-19 juin : reprise de l'offensive italienne en Libye ; le général Tommaso Salsa enlève les retranchements d'Eltangi aux turco-senousis[6].

- 19 juin : premières lois d’apartheid en Afrique du Sud. Ségrégation à l’égard des Noirs : le Natives Land Act no 27 fixe la part des terres réservées à chaque communauté en Union sud-africaine[7]. Les Noirs se voient attribuer 8 % des terres cultivables, alors qu’ils forment plus de 67 % de la population. Il leur est interdit de posséder et d’acheter des terres hors des réserves. Plus d’un million d’entre eux sont expulsés des terres qu’ils cultivaient. Dépossédés de leurs terres, les Noirs vont travailler dans les mines et les plantations européennes.
- 1er juillet : le protectorat de Zanzibar est transféré du Foreign Office au Colonial Office et reçoit un résident britannique[8].

- Juillet : début des prêches de William Wade Harris au Liberia et en Côte d’Ivoire (fin en janvier 1915)[9].

- 17 octobre : les activistes anticolonialistes Mekatilili wa Menza et Wanje wa Madorika sont arrêtés par les autorités britanniques pour avoir dirigé le soulèvement des Giriama dans la région côtière du Kenya. Ils sont déportés à Kisii dans l'Ouest. La légende veut que Mekatilili wa Menza se soit évadés et ait rejoint la côte à pied[10].

- 12 décembre : mort de Menelik II. Son petit-fils le jeune Lidj-Yasou devient empereur d’Éthiopie (fin en 1916)[11].

- Origine du culte mumbo (en), au Kenya. Un gigantesque serpent sorti du lac Victoria aurait adressé un message à un homme, Onyango Dunde, lui enjoignant de prêcher contre le christianisme et les Européens[12]. Il prédit la fin prochaine et spectaculaire de la domination des Blancs. Dès 1914, le mumbo se répand parmi les Gusii, en intégrant des croyances comme le mythe du retour du prophète Zakawa.

### Amérique

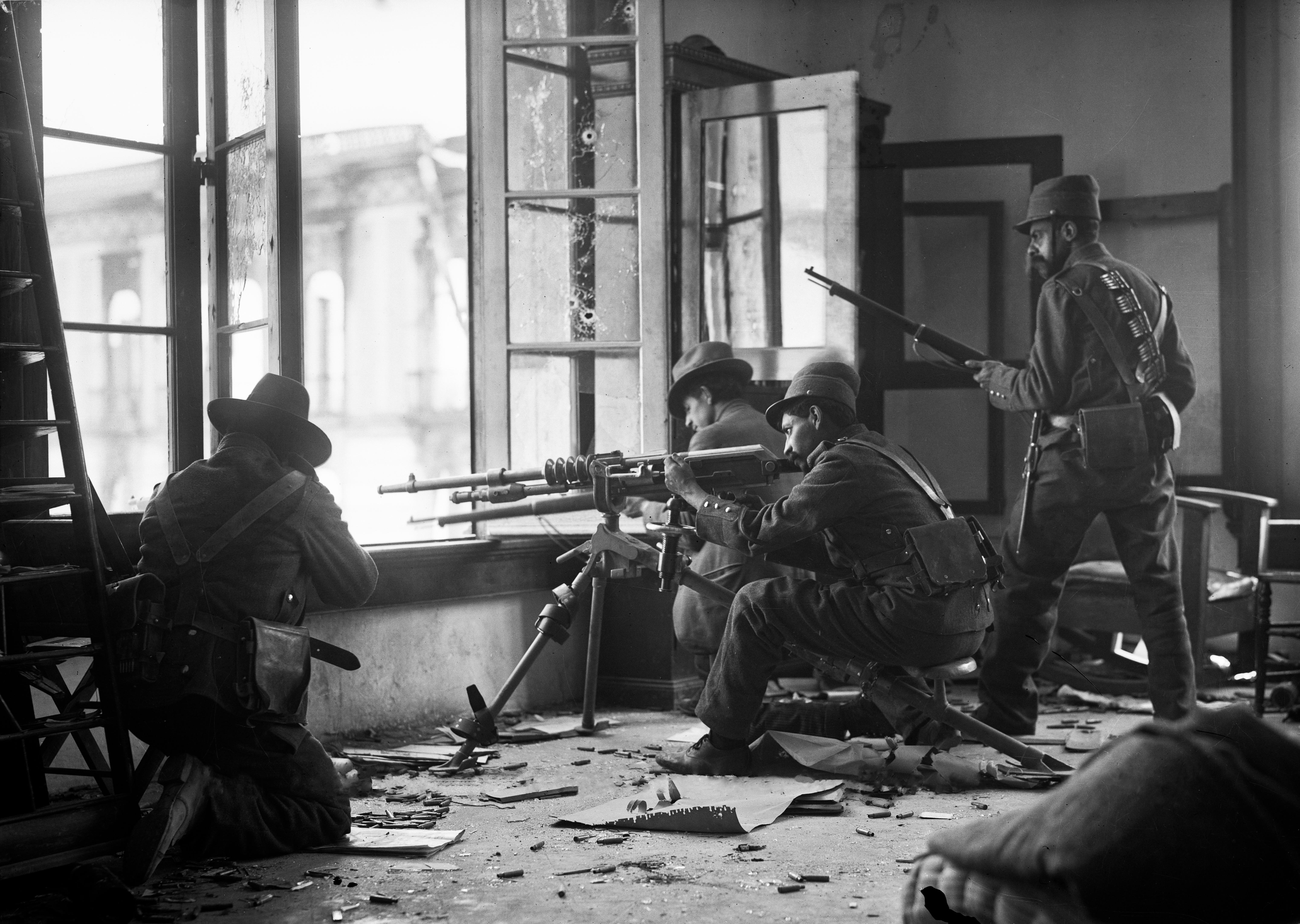
9 - 18 février : décade tragique.

- 1er janvier : Adolfo Díaz est élu président du Nicaragua pour quatre ans[13].
- 31 janvier : décret de création de la Faculté de Médecine et de Chirurgie de São Paulo ; elle est inaugurée le 20 avril[14].

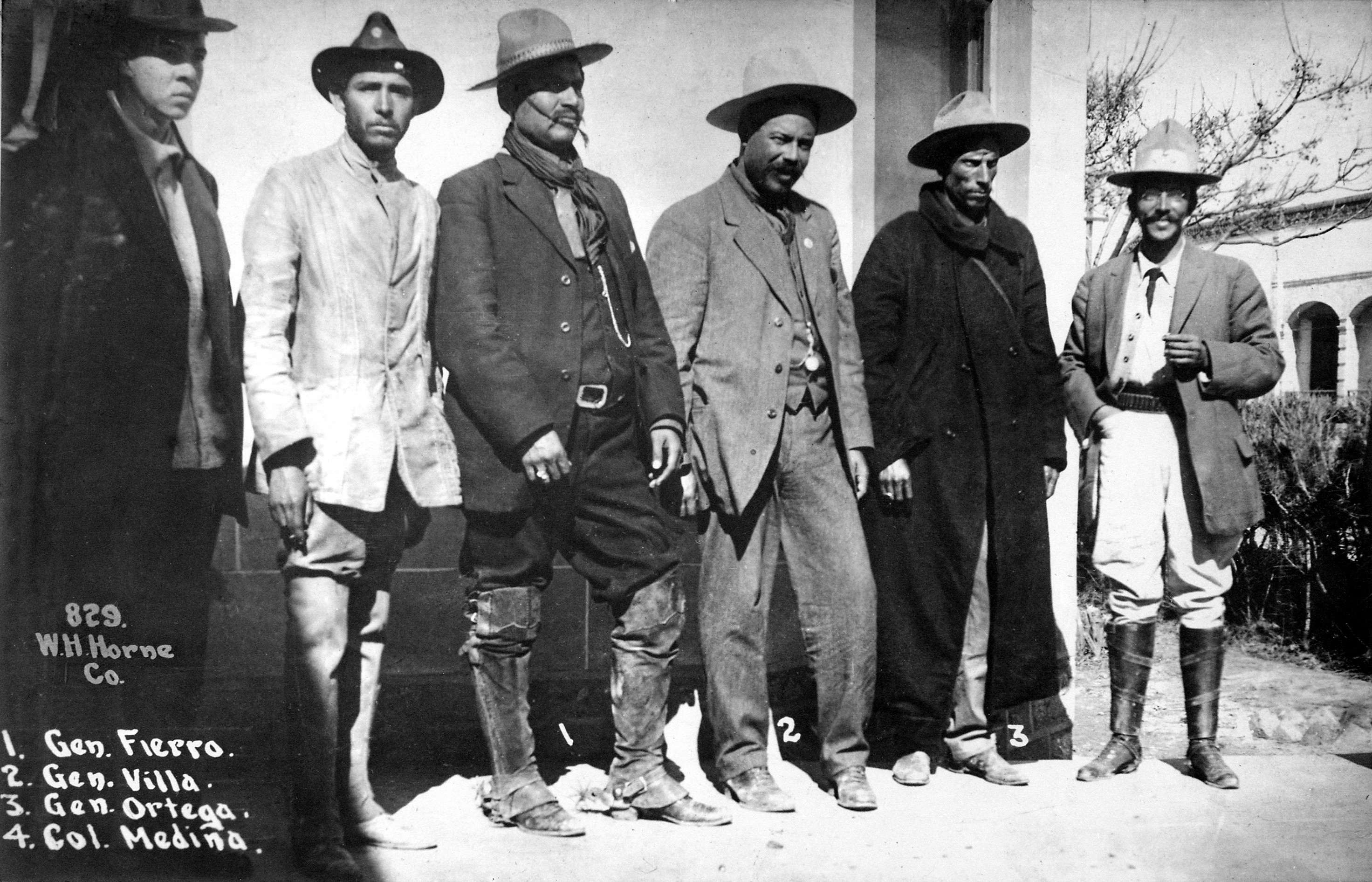
Révolution mexicaine. Pancho Villa et autres. après la décade tragique, la révolte des secteurs paysans se radicalise. Au nord, Pancho Villa et son armée de mercenaires prennent le contrôle de l’État de Chihuahua. Álvaro Obregón, un riche paysan, fait de même dans l’État voisin de Sonora. Au Sud-ouest, dans l’État de Morelos, Zapata attire les paysans désireux de récupérer leurs terres dans une armée libératrice du Sud. Venustiano Carranza, un grand propriétaire nommé gouverneur de l’État de Coahuila par Madero, parvient à rallier les chefs de guerre.

- 9 - 18 février : décade tragique au Mexique (Decena Trágica). Avec l’appui de l’ambassadeur des États-Unis, le général Victoriano Huerta, chef de l’armée de Francisco Madero, s’empare de Mexico, se saisit du pouvoir (18 février) et fait assassiner Madero (21 février), restaurant le régime Porfiriste par la terreur. Les Américains soutiennent le gouvernement de Huerta, supposé restaurer le gouvernement constitutionnel[15].

- 4 mars : début de la présidence américaine démocrate de Thomas W. Wilson (fin le 4 mars 1921)[16].
- 26 mars, Mexique : Venustiano Carranza déclare dans son plan de Guadalupe (es) ne pas reconnaître l’autorité de Huerta et se pose en chef de file des « constitutionnalistes », partisans d’un retour à l’ordre démocratique[15].
- mars: grande inondation du Midwest et de l'Est des États-Unis.

- 14 avril : José Bordas Valdez (es) devient président de la République dominicaine[17].

- 30 mai, Mexique : Emiliano Zapata réforme son plan de Ayala[18].
- 20 septembre, Mexique : Venustiano Carranza désigne officiellement Álvaro Obregón comme général en chef de l'armée du Nord-Est, avec comme juridiction les États de Sonora, Sinaloa, Chihuahua et le territoire de la Basse-Californie[19].
- 26 septembre, Mexique : Pancho Villa prend le commandement de la División del Norte lors d’une réunion des révolutionnaires du Chihuahua à l’hacienda de la Loma[20].
- Septembre : rébellion en République dominicaine contre le président José Bordas Valdes. Les États-Unis interviennent comme médiateurs et obtiennent la cessation des hostilités contre l’organisation d’élections pour une Assemblée constituante. Celles-ci sont remportées par l’opposition, mais l’élection présidentielle du 25 octobre 1914 est gagnée par le candidat officiel, Juan Isidro Jiménez Pereyra (es)[17].

- 1er octobre, Mexique : prise de Torreón par les constitutionnalistes de Pancho Villa[20].
- 10 octobre : fin du percement du canal de Panama[21] (inauguré le 15 août 1914).
- 7 - 10 novembre : tempête sur les Grands Lacs[22].
- 23 - 25 novembre : victoire des forces de Pancho Villa à la bataille de Tierra Blanca, au sud de Ciudad Juárez. Le retrait de l’armée fédérale de Huerta le 3 décembre sur le Río Grande à Ojinaga, permet aux révolutionnaires de prendre le contrôle de l’État de Chihuahua dont Pancho Villa est désigné gouverneur le 8 décembre[23].
- 23 décembre : création de la Réserve Fédérale Américaine[24].

### Asie et Pacifique
- 11 janvier : traité d’amitié et d’alliance entre le Gouvernement de Mongolie et le Tibet[25].
- 13 janvier : annonce des résultats des élections à la chambre des représentants en Chine. Le Guomindang remporte 269 sièges sur 596 à la chambre des représentants et 123 sur 274 au Sénat[26]. Les candidats présidentiels l’emportent dans le Nord, ceux du Guomindang dans le sud.

- 14 février : le 13e Dalaï Lama proclame l’indépendance du Tibet vis-à-vis de la Chine qu’il avait déclarée en 1912 par une lettre à Yuan Shikai[27].

- 12 mars : inauguration de Canberra[28].
- 20 mars : assassinat du député du Guomindang Song Jiaoren à la gare de Shanghai[26].

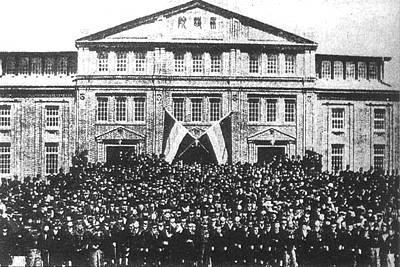
Le congrès de la république de Chine en 1913.

- 8 avril : ouverture du premier parlement chinois à Pékin. Le Guomindang entame une opposition forcenée qui empêche tout travail parlementaire[29].

- Été : révolte en Mongolie-Intérieure qui déclare son rattachement à la Mongolie autonome[30].

- 9 juin-12 juillet, Chine : le Guomindang appelle à une « Seconde révolution » à Nankin[31]. Il vote la déchéance de Yuan Shikai qui réplique par la force du 12 au 29 juillet[32]. Sun Yat-sen doit fuir au Japon le 8 août[31].

- 2 septembre : les troupes de Yuan Shikai occupent Nankin, qui est mise à sac[31].

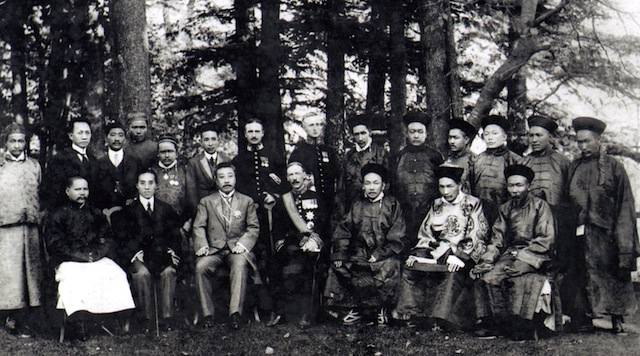
13 octobre : ouverture de la conférence de Simla

- 6 octobre : le gouvernement britannique annonce la reconnaissance de la République de Chine après que Yuan Shikai a accepté de participer à une conférence sur le Tibet[33].
- 8 octobre : Yuan Shikai est officiellement élu président de la république de Chine[31].

- 13 octobre, Tibet : une conférence réunit à Simla des représentants des autorités britanniques, chinoises et tibétaines (fin en juillet 1914). Il en résulte une convention provisoire qui porte sur l’harmonisation de leurs relations mutuelles et en particulier sur la question des frontières (Ligne Mac-Mahon). La convention prévoit également l’autonomie du Tibet et la souveraineté de la Chine sur le Tibet intérieur, qui a une frontière commune avec la Chine. L’accord signé le 27 avril 1914, n’est jamais ratifié par la Chine[33].

- 4 novembre : le Guomindang est déclaré illégal[29].
- 5 novembre : accord sino-russe reconnaissant l’autonomie de la Mongolie extérieure[34]. Le gouvernement russe interdit aux Mongols toute intervention en Mongolie intérieure.

### Proche-Orient
- 12 janvier : fondation du Comité des réformes de Beyrouth qui revendique la création d’une assemblée composée de chrétiens et de musulmans à égalité qui aurait tous les pouvoirs administratifs. Le projet de réformes est voté par le conseil du gouvernorat de Beyrouth le 31 janvier[35].

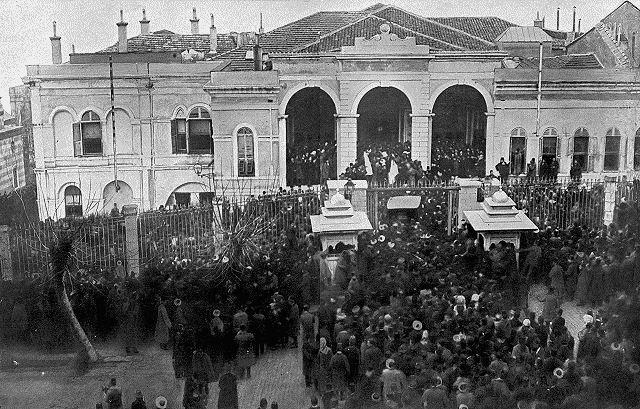
23 janvier : coup d’État à Constantinople. Enver bey, qui a préparé et exécuté le coup d’État, revient en auto du Palais impérial, rapportant le firman qui enregistre la démission de Kiamil pacha et élève Mahmoud Chevket Pacha au grand vizirat.

- 23 janvier : les Jeunes-Turcs prennent le pouvoir par un coup d’État mené par le triumvirat formé par Enver Pacha, Talaat Pacha et Djemal Pacha ; le ministre de la guerre Nazım Pacha est assassiné[36].

- 8 avril : répression politique des activités des comités autonomistes par les Jeunes-Turcs : le « Comité des réformes » de Beyrouth est dissout[37]. Le nouveau gouverneur de Beyrouth menace d’emprisonnement les dirigeants qui ont appelé à la grève le 11 avril[35].
- 30 avril : résolution du Parti de la décentralisation administrative ottomane du Caire assurant aux Juifs ottomans des droits égaux dans une administration décentralisée. L’Organisation sioniste est en contact avec certains membres du Parti, qui publient fin avril une déclaration soutenant une immigration juive en Palestine, mais qui prônent l’égalité des droits entre Arabes et Sionistes. Les Arabes de Palestine s’inquiètent de ces tentatives d’accords dont ils craignent d’être les victimes[38],[39].

- 4 mai : prise de Al-Hufuf. Abdelaziz Ibn Sa’ud s’empare de la région côtière du Hasa, sur le golfe Persique[40].
- 30 mai : la Turquie perd la quasi-totalité de son territoire européen[41].

- 11 juin : assassinat du grand vizir Mahmoud Chevket Pacha[36].
- 18 - 23 juin : en réaction à la répression politique, les autonomistes syriens organisent à Paris un congrès arabe, dont le retentissement incite le gouvernement jeune-turc à accepter des concessions. L’usage de la langue arabe dans l’administration et les établissements scolaires des provinces arabes est accepté. Un certain nombre de notables arabes se voient proposer des postes importants en Syrie[42]. En acceptant, ils se discréditent aux yeux des autonomistes.

### Europe
- 17 janvier, France : Raymond Poincaré élu président de la République[43].
- 18 janvier : victoire navale grecque sur la Turquie à la bataille de Lemnos[44].
- 30 janvier, Royaume-Uni : la Chambre des lords repousse le projet de Home Rule pour l’Irlande voté par les Communes le 16 janvier[45].
- Janvier, Hongrie : les libéraux hongrois d’Étienne Tisza sont obligés d’accorder une réforme électorale faisant passer les électeurs de 1 à 1,8 million, soit 10 % de la population[46],[47].
- 23 février, Russie : le révolutionnaire Joseph Staline est arrêté à Saint-Pétersbourg. Il est exilé à Touroukhansk, en Sibérie (fin le 8 mars 1917)[48].
- 3 mars (21 février du calendrier julien), Russie : début des festivités commémorant le tricentenaire de l’avènement de la maison Romanov sur le trône impérial[49].
- 4 - 6 mars : victoire grecque sur les Ottomans à la bataille de Bizani. Capitulation de Ioannina[50].
- 18 mars : le roi Georges Ier de Grèce est assassiné à Thessalonique. Son fils Constantin Ier lui succède le 21 mars[51].
- 26 mars : prise d’Andrinople par la IIe armée bulgare[52].

- 13 avril, Espagne : attentat anarchiste contre le roi Alphonse XIII à Madrid[53].
- 14 avril, Belgique : grève générale initiée par le parti ouvrier pour protester contre le refus de Chambre d’adopter le suffrage universel[54].
- 24 avril : les Monténégrins occupent Scutari[52].

- 24 mai : mariage de la princesse Victoria-Louise de Prusse, unique fille du Kaiser Guillaume II et d’Ernest-Auguste de Hanovre consommant la réconciliation des Hohenzollern et des Hanovre[55]. Dernière réunion familiale des têtes couronnées d’Europe avant la Grande guerre qui provoquera l'effondrement des monarchies d'Europe centrale.

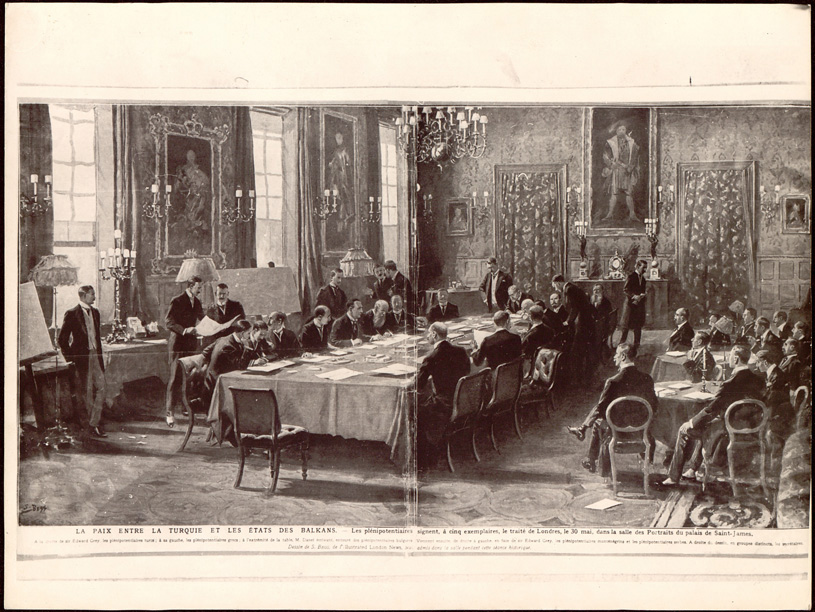
30 mai : signature du traité de Londres.

- 30 mai : traité de Londres mettant fin à la Première Guerre balkanique. La Turquie vaincue perd la plus grande partie de ses territoires européens. Grecs, Bulgares et Serbes doivent se partager la Macédoine. Dissensions immédiates entre les vainqueurs ; le 1er juin, la Serbie et la Grèce s’entendent sur un partage de la région et signent un traité d’alliance contre les prétentions de la Bulgarie[41].

- 8 juin, Royaume-Uni : mort tragique de la suffragette Emily Davison[56].
- 10 juin : cabinet Tisza en Hongrie[57] (fin le 15 juin 1917).
- 11 juin, Norvège : les femmes obtiennent le droit de vote pour toutes les élections. Un amendement confirme que les décisions du Storting en matière constitutionnelle n’ont pas à être soumises à la sanction royale[58].
- 23 juin : convention navale entre l’Allemagne, l’Autriche-Hongrie et l’Italie[59], prévoyant en cas de conflit une concentration de moyens en Méditerranéenne afin de couper les communications entre la France et ses colonies.
- Nuit du 29 juin au 30 juin : la Bulgarie attaque la Serbie et la Grèce[41]. Début de la deuxième guerre balkanique.
- 30 juin-9 juillet : victoire serbe sur la Bulgarie à la bataille de Bregalnica[60].
- Juin : mouvements de grèves en Russie (1,75 million de grévistes de juin à juillet 1914)[47].

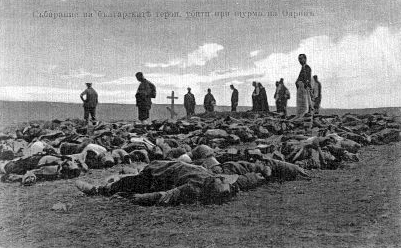
Juillet : victimes bulgares de la deuxième guerre balkanique

- 1er - 3 juillet : victoire grecque sur la Bulgarie à la bataille de Kilkís[61].
- 3 juillet : loi militaire en Allemagne. L’état-major allemand obtient que l’armée active soit portée de 621 000 à 761 000[62] puis 820 000 hommes.
- 4 juillet : le ministre des Affaires étrangères austro-hongrois Leopold Berchtold adresse une note à Berlin et à Rome pour les informer que l’Autriche-Hongrie envisage d’intervenir aux côtés de la Bulgarie contre la Serbie ; les gouvernements allemands et italiens refusent de soutenir leur allié dans un conflit qui risque de se généraliser, et Vienne doit abandonner son soutien à la Bulgarie[63].
- 6 juillet : victoire grecque sur la Bulgarie à la bataille de Doiran ; les Bulgares doivent se retirer vers le nord[64].
- 7 juillet : création du ministère de l’instruction publique au Portugal[65].
- 10 juillet : la Roumanie se range aux côtés de la Serbie et de la Grèce[41].
- 13 juillet : l’armée turque envahit la Thrace ; elle reprend Andrinople le 22 juillet[66].
- 21 - 24 juillet : bataille de Krésna entre la Grèce à la Bulgarie[67].
- 31 juillet : les États balkaniques signent un armistice à Bucarest[68].

- 7 août : en France, la loi Barthou fixe la durée du service militaire à 3 ans, soit 675 000 hommes mobilisés[62].

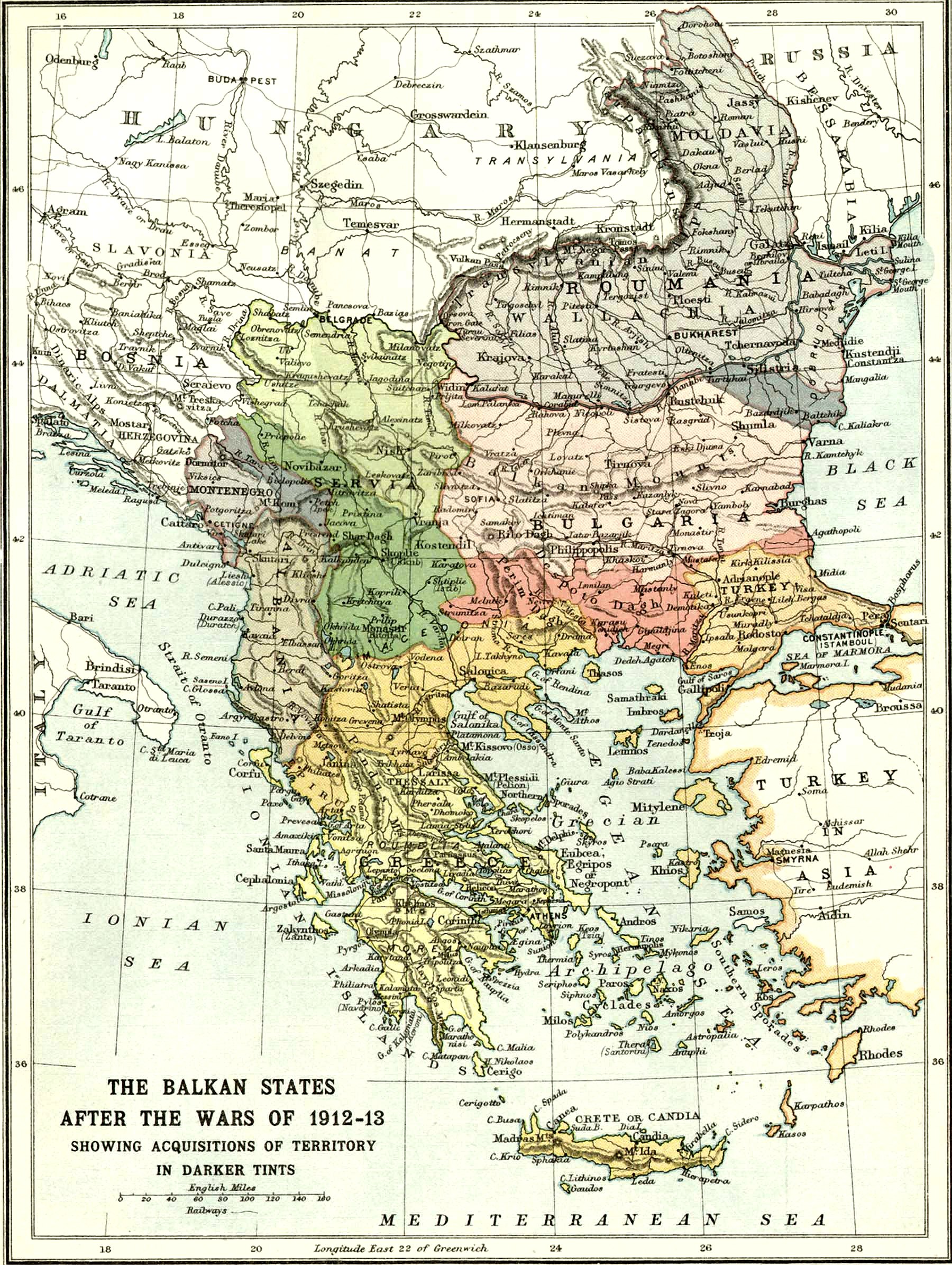
Les Balkans après le traité de Bucarest.

- 10 août, Roumanie : traité de paix de Bucarest qui consacre la défaite de la Bulgarie dans la deuxième guerre balkanique. La Grèce et la Serbie se partagent la majeure partie de la Macédoine. La Roumanie reçoit la Dobroudja méridionale. La Bulgarie acquiert la Thrace occidentale et le nord-est de la Macédoine. La Grèce acquiert la Crète et les îles de la mer Égée[41].

- 29 août, Pays-Bas : gouvernement de centre gauche de Pieter Cort van der Linden (fin en 1918)[69].

- 14-20 septembre, Allemagne : congrès du parti social-démocrate allemand à Iéna. La grève générale en cas de guerre est condamnée et les députés socialistes qui ont voté les crédits militaires reçoivent l’approbation de la majorité[70].
- 29 septembre : traité de Constantinople qui définit la frontière entre la Bulgarie et l’Empire Ottoman[41].

- 8 octobre-10 novembre, Russie : procès Beilis à Kiev. Juif accusé de meurtre rituel, il est acquitté par le jury[71].
- 26 octobre : le Kaiser annonce à son chancelier Berchtold que la guerre « entre l’Est et l’Ouest sera inévitable à la longue ». Quelques jours plus tard, le Kaiser déclare au roi Albert Ier que la guerre contre la France est inévitable et lui rappelle qu'il est un Saxe-Cobourg. Le roi des Belges répondra avec à-propos qu’il est aussi un Orléans mais qu’il ne saurait oublier qu’il est surtout Belge[72].
- 26 octobre- 2 novembre : élections législatives en Italie[73].

- 6 novembre, Allemagne : les journaux Zaberner Anzeiger et Elsässer relatent des incidents advenus à Saverne depuis le 28 octobre entre officiers et population locale. En s’en prenant aux recrues d’Alsace-Lorraine, le lieutenant von Forstner provoque des manifestations d’hostilités dans toute l’Alsace[74]. Le Landtag condamne à l’unanimité son geste. Forstner et le colonel du régiment sont absous par le ministre de l’armée et au Reichstag, le chancelier défend l’armée.

- 25 novembre : en Irlande, création de la milice des Irish Volunteers pour l’application du Home Rule[75].

- 4 décembre : le général allemand Liman von Sanders est envoyé en mission à Constantinople pour moderniser l’armée turque. Elle provoque une crise germano-russe[76] (fin en janvier 1914).
- 10 décembre, Suède : le prix Nobel de la paix est attribué au Belge Henri La Fontaine[77].
- 17 décembre : protocole de Florence. La Grèce rend l’Épire du Nord à l’Albanie[78].
- 18 décembre : création de la Mancomunidad de Catalogne[79].

## Prix Nobel
- Prix Nobel de physique : Heike Kamerlingh Onnes
- Prix Nobel de chimie : Alfred Werner
- Prix Nobel de physiologie ou médecine : Charles Richet
- Prix Nobel de littérature : Rabindranath Tagore
- Prix Nobel de la paix : Henri La Fontaine

## Décès en 1913

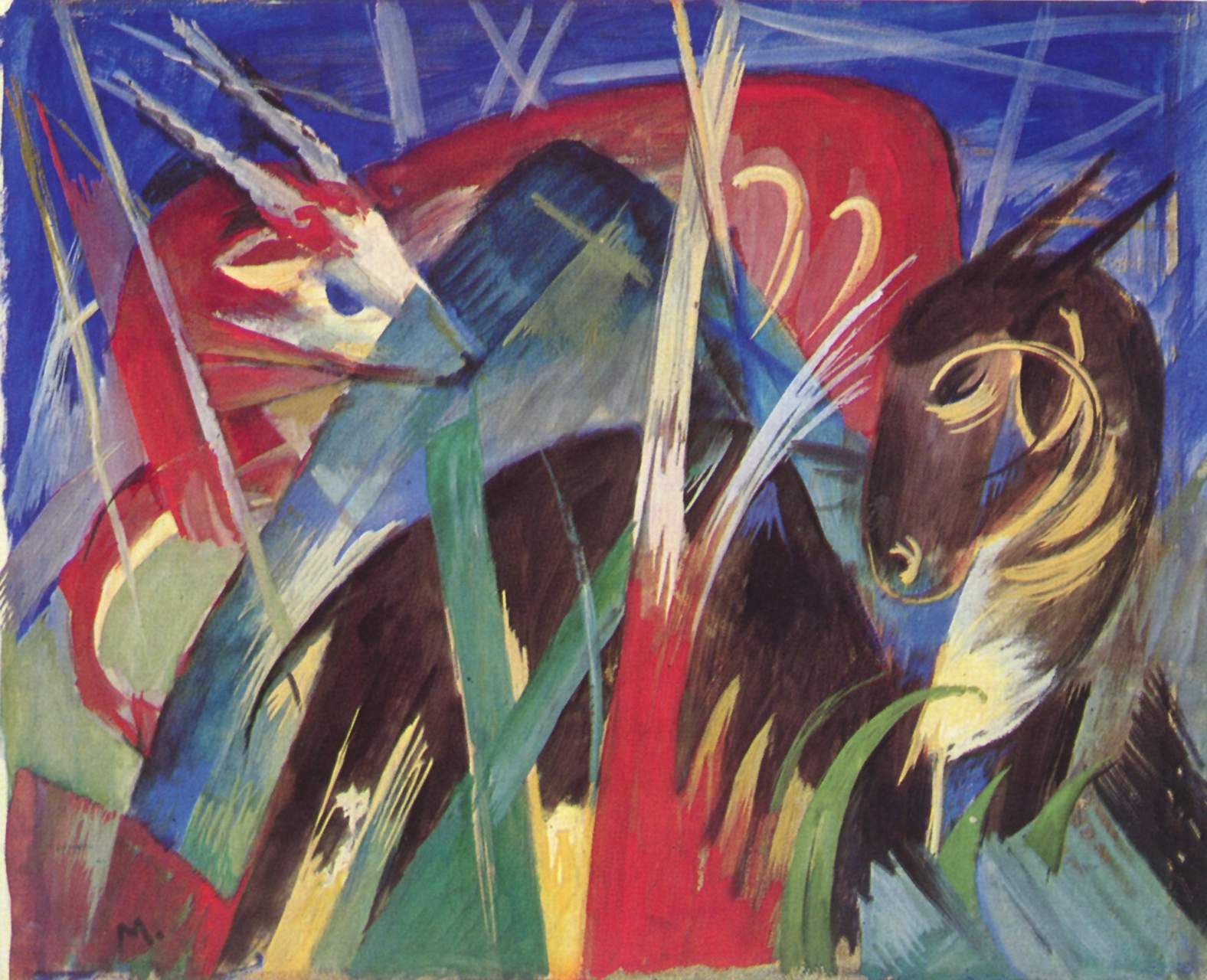
Fable I, de Franz Marc.La peinture en 1913 sur Commons